# Sirendjur
Sirendjur eller sjökor (Sirenia) är en ordning av däggdjur som är anpassade för ett liv i vatten och saknar förmåga att vistas på land. De är stora som sälar men står närmast elefantdjuren. Ordningen består av de två familjerna dugonger (en art) och manater (tre arter). I motsats till valar förekommer sjökor alltid nära kustlinjerna eller i angränsade floder.

## Etymologi
Namnet sirendjur syftar på sirenerna i grekisk mytologi, en grupp havsnymfer, som djuren förr av sjömän ansetts påminna om.
Namnet sjökor kommer av att de lever i havet och att deras mjölkkörtlar liknar kornas juver.

## Utseende

### Yttre kännetecken

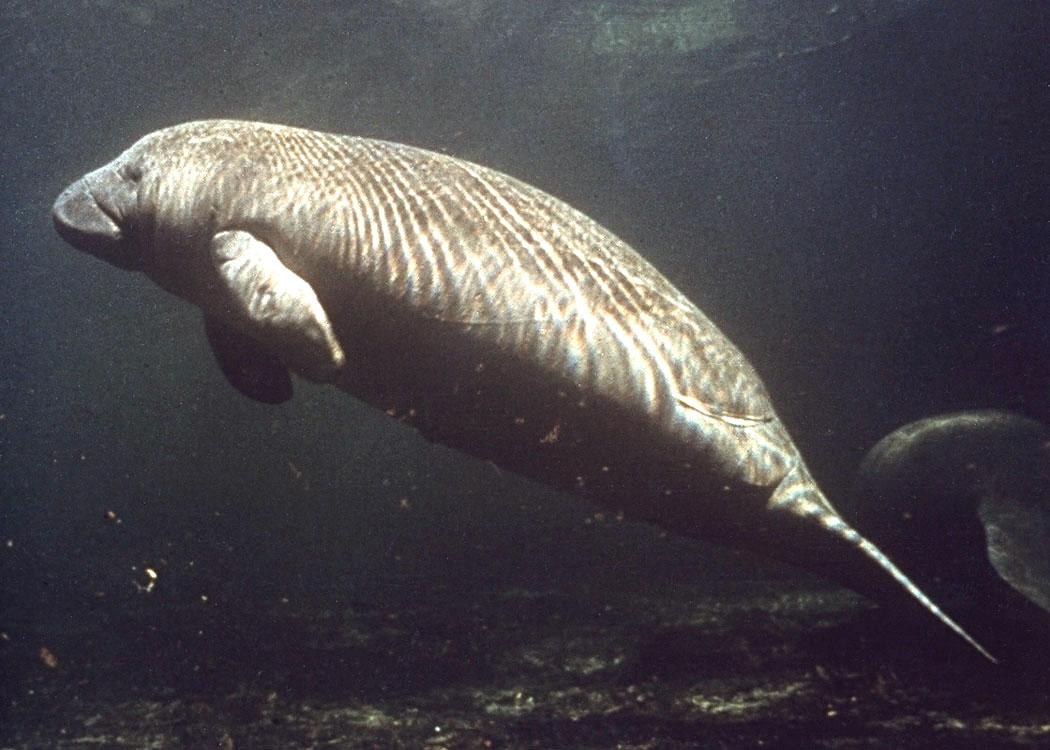
Lamantin (Trichechus manatus).

Sjökor har cylindrisk kropp. De idag levande arterna når en genomsnittlig kroppslängd av 2,5 meter men når ibland över 4 meters längd. Vikten varierar mellan 250 och 1 500 kilogram. Stellers sjöko (Hydrodamalis gigas) som blev utrotad under 1700-talet nådde en längd av 7,5 meter. De främre extremiteterna är omformade till fenor och bakre extremiteter saknas. Det finns inte någon fena på djurens rygg som hos flera valar. Svansen är ombildad till en horisontellt ställd fena. En muskel (Musculus panniculus carnosus) som ligger i vävnaden mellan huden och köttet är ansvarig för stjärtfenans rörelser. Stjärtfenans form är ett viktigt kännetecken för att skilja de idag levande familjerna från varandra. Dugongernas stjärtfena liknar en halvmåne och manaternas är cirkelformad eller oval.
Nosen är tydligt avgränsad från resten av huvudet. Runt nosen finns hårda morrhår. Näsborrarna, som ligger på nosens ovansida, kan slutas. Ytteröra saknas. Hjärnan är med en vikt av 250 till 350 gram en av de minsta bland däggdjuren.
Huden saknar nästan helt hår. Hos de nu levande arterna, som förekommer i tropiska områden, är överhuden tunnare än underhuden. Däremot hade Stellers sjöko en överhud som var upp till 7,5 centimeter tjock, vilket gynnade djurets liv i de Arktiska haven. Embryon av sjökor har fullt utvecklad päls, och även hos nyfödda individer finns tydligt mer hår. Huden hos sjökon är anpassad så att den aldrig fryser eller svettas.

### Skelettets uppbyggnad och tänder
Liksom valarna undergick sirendjuren i sin utvecklingshistoria en tydlig pachyostos, det vill säga en ökning av benens tjocklek och benvävnadens täthet. Skelettet och även hela djuret blev tyngre och lyftkraften i vattnet minskade. Å andra sidan minskade benens flexibilitet och risken för benbrott ökade.
Antalet ryggkotor är beroende på arten. Till exempel är manater (tillsammans med arten Choloepus hoffmanni, som tillhör sengångarna) de enda däggdjuren med sex halskotor. Bäcken finns bara rudimentärt och står genom ett ledband i förbindelse med ryggraden. I den fenliknande svansen finns 22 till 29 kotor.
Även beträffande tänder finns skillnader mellan de olika arterna. Hos manater finns inga funktionsdugliga framtänder. Hanar av dugonger har en kort stöttand på varje sida. Hörntänder saknas hos alla idag levande arter. Den främre delen av gommen är försedd med hornartade plattor och även tungan är fastare än hos andra däggdjur.

## Utbredning

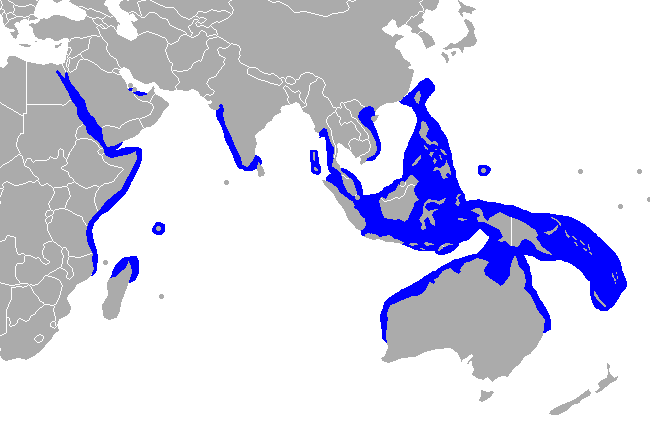
Dugongens utbredningsområde

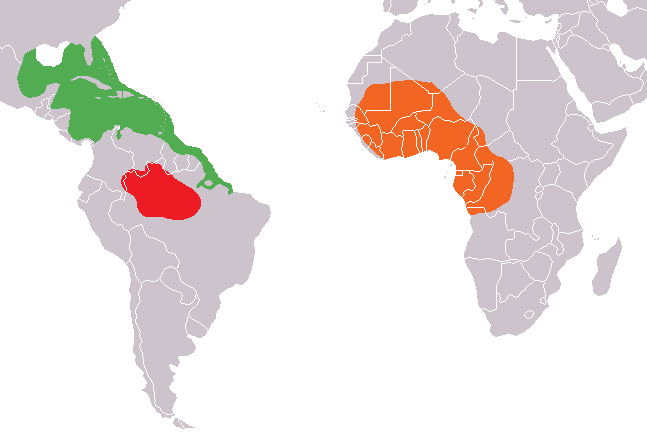
Manaternas utbredning:
Lamantin: grön
Amazonmanat: röd
Senegalmanat: orange

Levnadsområdena för de olika idag levande arterna överlappar inte och är ibland mycket avlägsna från varandra. Således förekommer den enda arten i familjen dugonger i kustregioner av Indiska oceanen och Röda havet. Av manater finns tre arter som uppträder i Mexikanska golfen från Floridas kust till nordliga kustlinjer av Sydamerika (lamantin, Trichechus manatus), dessutom i Amazonfloden och angränsade floder (amazonmanat, Trichechus inunguis) och slutligen i Nigerflodens avrinningsområde som ligger mellan Senegal och norra Angola (senegalmanat, Trichechus senegalensis).
I södra Thailands örike mest koncentrerat runt ön Libong finns en stam dugonger som lever runt ön på grund av god tillgång på det långa sjögräs som dugongerna livnär sig på. Deras antal är okänt men uppskattat till runt 40–60 individer. 
Alla idag levande arter förekommer i den tropiska klimatzonen, men Stellers sjöko levde i arktiska regioner kring Berings hav.

## Levnadssätt

### Beteende
Det är inte så mycket känt om sjökornas levnadssätt och sociala beteende. De lever i grupper som betar av vattenväxter i kustregioner eller floder. Inom dessa grupper förekommer inga sociala bindningar mellan djuren med undantag för relationen mellan ungen och dess mor. Sjökor har inga särskilda tider för högre aktivitet. Kommunikationen sker med ljud eller genom beröring. En nyfödd kalv lever tätt inpå sin mor under många år och växer mycket långsamt. Det är inte ovanligt att kalven lever med modern under så lång tid som tjugo år, vilket är en av anledningarna till att sjökor är utrotningshotade.
Sjökor rör sig alltid långsamt genom att simma eller driva med vattenströmmen. Rapporter om sjökor som simmat i hastigheter uppemot 25 kilometer i timmen i stressade situationer förekommer dock. Vuxna djur kommer efter en till fem minuter till vattenytan för att andas. I undantagsfall stannar de tjugo minuter under vattenytan.
Sjökor har utöver människan bara få naturliga fiender. Till dessa räknas större hajar, späckhuggare och i floder krokodiler samt i Sydamerika jaguarer.

### Föda

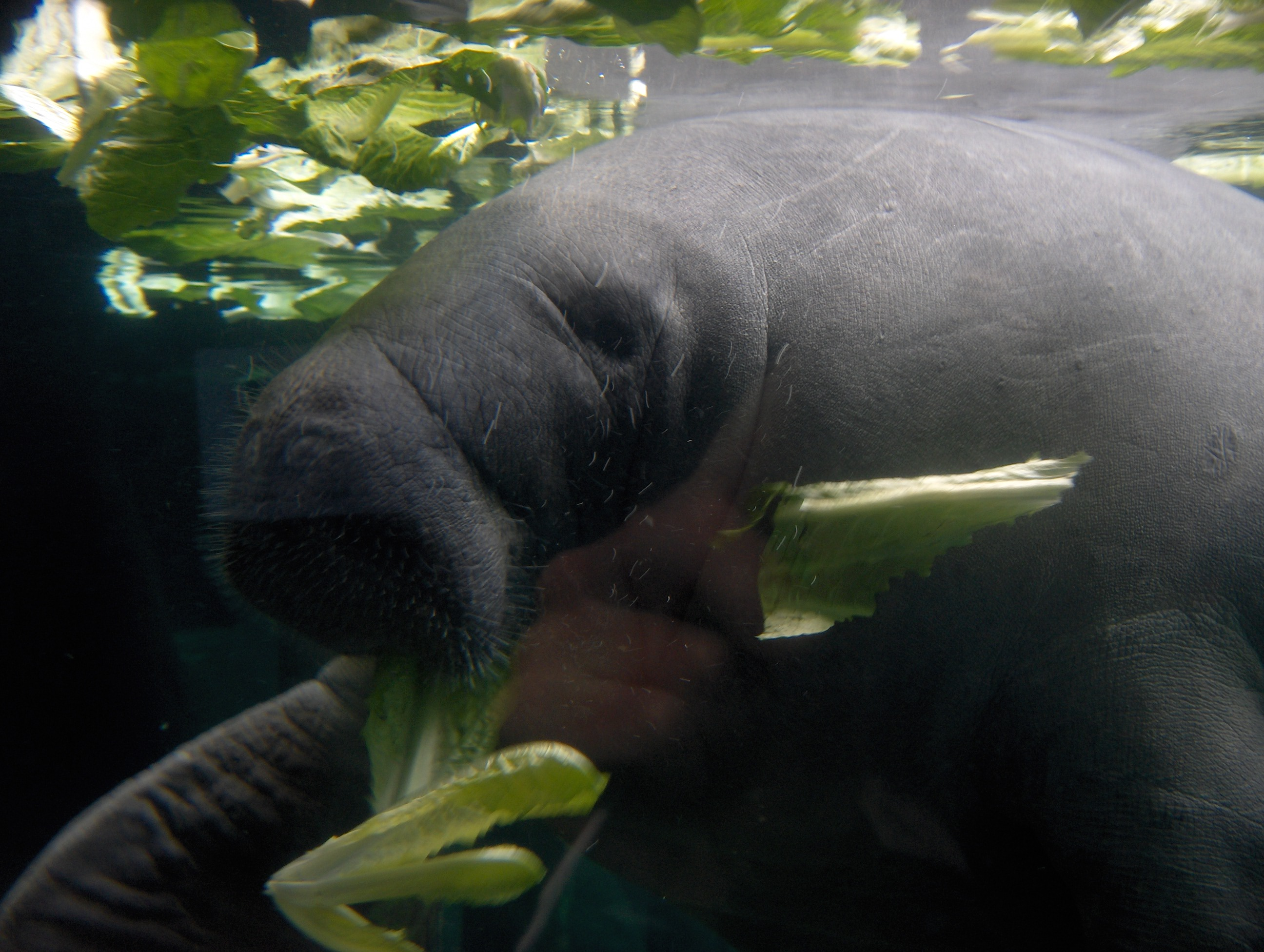
En sjöko i fångenskap som äter kål.

Födan består huvudsakligen av växtdelar. Sjökor äter till exempel sjögräs, alger och andra vattenväxter och i mangroveträsk även blad av träd som de kan nå. Manater behöver dagligen 90 kilogram föda och de äter därför mellan sex och nio timmar per dag. Manater hittar sin föda huvudsakligen vid vattenytan och dugonger uteslutande på havets botten. Stellers sjöko livnärde sig huvudsakligen av tång.
Det är inte helt klarlagt hur mycket animalisk föda de äter. Troligtvis förtär de tillsammans med växtdelarna omedvetet en del ryggradslösa djur. Det finns berättelser om djur i fångenskap som ätit fisk. I Jamaica har manater som tog fiskar ur fisknät iakttagits.

### Fortplantning
Hos sjökor finns inga särskilda parningstider. Honan parar sig ofta med flera hanar och det förekommer inga strider bland hanarna. Efter mellan 12 och 14 månader föder honan en unge, som direkt efter födelsen simmar till vattenytan. Ungen väger vid denna tidpunkt mellan 10 och 30 kilogram. Sedan får ungen dia i ungefär 18 månader. Därefter stannar ungen ofta några månader i moderns närhet. Efter mellan sex och tio år är unga sjökor könsmogna. Medellivslängden är 40 år för manater och 60 år för dugonger.

## Historia och släktskap

### Utvecklingshistoria
De äldsta kända fossilet av sirendjur hittades i Ungern. Dessa härstammar från eocen. Det var fyrbenta växtätare som troligen fortfarande rörde sig på land men huvudsakligen levde i vattnet. Deras avkomlingar var spridda över hela världen. Man har hittat kvarlevor i Nordamerika, Europa, norra och östra Afrika, Indien, Pakistan och på Java. Under mesozoikum tillbakabildades sjökornas bakre extremiteter. Istället fick de en stjärtfena.
Under miocen och pliocen fanns avsevärt fler arter av sirendjur. Uppskattningsvis förekom under miocen omkring 12 olika släkten inom ordningen. Troligtvis var de tydliga temperaturförändringarna under pleistocen orsak till flera arters försvinnande.
Från eocen är förutom de nu levande familjerna och deras anfäder ytterligare två familjer kända, Prorastomidae och Protosirenidae.

### Systematik

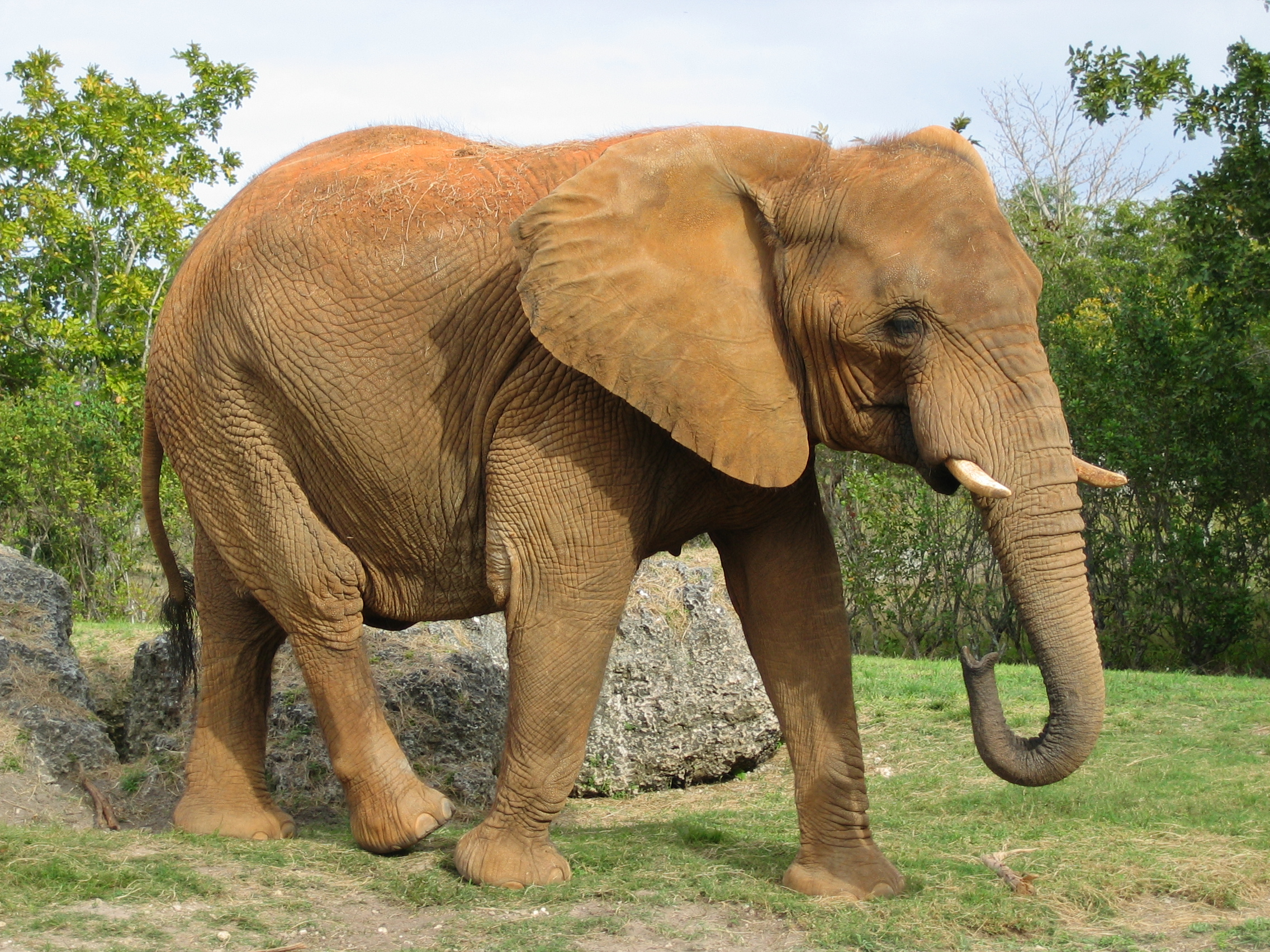
Elefanter är nära släkt med sjökor.

Sirendjur och elefantdjur har samma anor. Att dessa djurgrupper tillhör den monofyletiska gruppen Afrotheria ser man bland annat genom att de saknar svettkörtlar.
Sirendjur indelas i två nu levande familjer:
- dugonger (Dugongidae) omfattar i dag en enda levande art, Dugong dugon. För 250 år sedan fanns ytterligare en art i familjen som blev utrotad av människan, Stellers sjöko (Hydrodamalis gigas).
- manater (Trichechidae) består av fyra arter.[10]
  - lamantin (Trichechus manatus)
  - amazonmanat (Trichechus inunguis)
  - senegalmanat (Trichechus senegalensis)
  - Trichechus pygmaeus

## Sjökor och människan

### Status

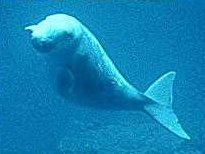
Dugong

Alla sjökor jagades i sitt levnadsområde av den lokala befolkningen. Detta är särskilt dokumenterat för ursprungsamerikanerna i norra och mellersta Amerika. De tog köttet som mat och huden eller andra kroppsdelar för olika ändamål. William Dampier som 1681 seglade genom Mexikanska golfen beskrev den där levande manaten och även hur miskitofolket jagade den. Remsor av huden används bland annat för att fästa rodren vid båten eller som piska. Men denna jakt utgjorde ingen fara för arternas bestånd. Däremot började Stellers sjöko systematiskt jagas av säljägare efter den första iakttagelsen. De sista individerna försvann 1768, bara 27 år efter artens upptäckt av Georg Wilhelm Steller.
Idag betecknas de fyra levande arterna av Internationella naturvårdsunionen som sårbara (vulnerable). Den största faran består numera av sår som djuren får, när de blir påkörd av motorfartyg. USA har därför inriktad avgränsade skyddsregioner, där trafik med motorfartyg är förbjuden.
En annan fara är föroreningen av vattnet. Sjökor behöver stora mängder växter som bara växer i förhållandevis klara vattenregioner. Särskilt i floderna i Sydamerika och Afrika förvärras vattnets kvalitet av miljögifter och slam.

### Mytologi
Varför sirendjur blev ihopkopplade med sirenerna från grekisk mytologi är inte helt klarlagt. Varken idag eller i antiken fanns sjökor i Medelhavet. De var därför inte kända för grekerna. Däremot fanns redan i Babylonien berättelser om ”fiskmänniskor”, Oannes till exempel.
Den förste som skapade ett sammanhang mellan sjökor och de mytologiska havsvarelserna var troligtvis Christofer Columbus, som beskrev dessa djur som havsjungfrur. Man antar att han gjorde denna jämförelse på grund av att sjökornas ansikte liknar människans ansikte, när man tittar rakt emot dem. Å andra sidan passar sirendjurens läte inte alls till sirenernas sånger. 1493 nedtecknade Columbus att ”sirenerna” i Karibien var mindre vackra än sirenerna hos Horatius.
Kryptozoologen Bernard Heuvelmans gav 1990 följande förklaring till, varför sirendjur betraktas som sjöjungfrur:
På grund av att manater har bröstliknande mjölkkörtlar – som sina släktingar elefanterna, och även som människan – och att deras kropp slutar i en fiskliknande stjärt, ansågs de på bägge sidor av Atlanten alltid som fascinerande sjöjungfrur, trots att deras ansikte (i våra ögon) var fula – och därför trodde man att de var kannibaliska och sattes i förbindelse med flera elakheter.